# Sint-Hubertuskapel (Groot Genhout)
De Sint-Hubertuskapel is een kapel in Groot Genhout in de Nederlands Zuid-Limburgse gemeente Beek. De kapel staat bijna aan het uiterste zuidoosten van het dorp aan de Grootgenhouterstraat 20 op de plaats waar de Hesselseweg op deze straat uitkomt.
De kapel is gewijd aan Hubertus van Luik.

## Geschiedenis
In 1936 werd de kapel gebouwd.
In mei 2001 begon de Buurt Gebösjelke met de restauratie en in juni 2002 werd de kapel opnieuw ingezegend.

## Bouwwerk
De open in rode veldbrandsteen en gele baksteen opgetrokken kapel heeft een driezijdige koorsluiting en wordt gedekt door een verzonken zadeldak met leien. In de zijgevels en in de schuine gevels van het koor is een spitsboogvenster aangebracht waarvan de boog vanaf de aanzetstenen in gele bakstenen uitgevoerd is. Op de hoeken van de kapel zijn er steunberen aangebracht. De frontgevel wordt getopt door een stenen kruis en de daklijst bestaat uit bruine bakstenen. Onder het kruis is in de frontgevel een spitsboogvormige nis aangebracht waarbij de achterwand en de boog vanaf de aanzetstenen in gele baksteen uitgevoerd zijn. In de gevelnis staat een beeldje van de heilige Hubertus. De frontgevel bevat verder de spitsboogvormige toegang, waarvan de binnenste boog in gele bakstenen gemetseld is en de buitenste boog vanaf de aanzetstenen in bruinige bakstenen. De toegang wordt afgesloten met een ijzeren hekwerk en ernaast is een plaquette aangebracht met een tekst over enige geschiedenis van de kapel.
Van binnen is de kapel uitgevoerd in gele bakstenen waarbij het gewelf van het koor wit gepleisterd is. In het koor is het massief gemetselde altaar geplaatst. Op het altaar is een Heilig Hartbeeld geplaatst.